# 東和薬品 (広島県)
東和薬品株式会社（とうわやくひん）は、医薬品・衛生材料・化粧品の卸売を中心とする日本の企業であった。現在はメディセオ・パルタックホールディングスグループの一社エバルスである。医薬品の卸売手。

## 概要
- 本社は広島県三原市本町1448-1

## 沿革
- 1964年（昭和39年）4月 - 広島県福山市の「白川薬品」、竹原市の「堂面薬品」及び三原市の「檜崎薬品」の3社が合併し、営業権益を広島県東部全域に拡大。社名を東和薬品株式会社と変更。
- 1971年（昭和46年）9月 - 三誠薬品・タイコー医薬・東和薬品の武田薬品工業筆頭取引会社3社が合併し資本金8000万円で「ケンコー産業」設立

## 営業所
- 広島県：福山市・三原市・竹原市

## 主な取引メーカー
- 武田薬品工業
- 山之内製薬（現・アステラス製薬）
- 藤沢薬品工業（現・アステラス製薬）
- 大日本製薬（現・大日本住友製薬）
- 第一製薬（現・第一三共）
- エーザイ等